# Villeret
Villeret je obec v okrese Bernský Jura v kantonu Bern ve Švýcarsku. Žije zde 925 obyvatel.

## Geografie

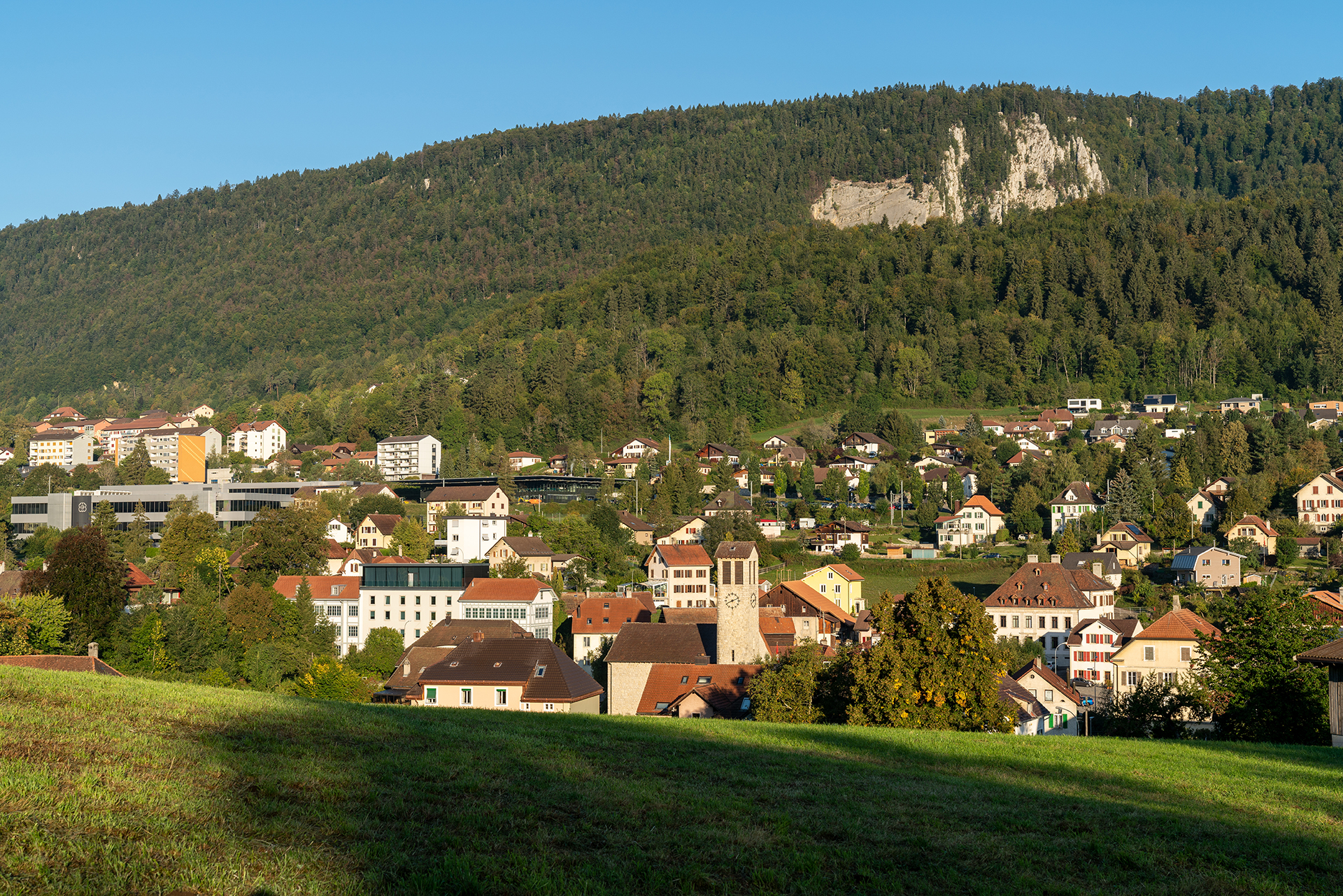
Pohled na obec

Villeret leží v nadmořské výšce 740 m, vzdušnou čarou 17 km západně od města Biel a 1,5 km severovýchodně od Saint-Imier. Obec leží v centrální části údolí Vallon de Saint-Imier po obou stranách toku řeky Suze (německy Schüss), na soutoku s potokem Le Bez, který vytéká z rokle Combe Grède.
Území obce o rozloze 16,2 km² pokrývá poměrně úzký úsek údolní nivy údolí Vallon de Saint-Imier. Centrální část zabírá údolí řeky Suze, které je široké přibližně 300 metrů. Na severu zasahuje území do antiklinály Montagne du Droit (až 1255 m n. m.) a do sníženiny u Les Breuleux. Na jihu se Villeret rozprostírá až k výšinám masivu Chasseral, kde leží nejvyšší bod obce ve výšce 1590 m n. m., jen kousek západně od vrcholu Chasseral. Na vrcholu Chasseralu se tvrdá nadložní hornina během milionů let rozpadla a erodovala, čímž vznikl severní a jižní hřeben. Mezi nimi se nachází antiklinální údolí, které již bylo erodováno až k další vrstvě tvrdých hornin. Severní hřeben, který se nachází ve výšce 1494 m n. m. v pohoří Cornette, je v obci Villeret přerušen nápadným erozním údolím Combe Grède. Část rokle a jejího okolí je přírodní rezervací. Na širokých hřebenech Montagne du Droit a řetězce Chasseral se nacházejí rozsáhlé jurské vysokohorské pastviny s typickými mohutnými smrky, které zde stojí buď jednotlivě, nebo ve skupinách. Nadmořská výška pohoří Chasseral je již nad hranicí regionálního lesa. V roce 1997 byla 4 % rozlohy obce pokryta zastavěnou plochou, 51 % lesy a lesními porosty, 44 % zemědělstvím a méně než 1 % neproduktivní půdou.
Villeret zahrnuje četné jednotlivé farmy roztroušené po celém údolí a na vrcholcích Jury. Sousedními obcemi jsou Saint-Imier, Nods a Cormoret v kantonu Bern, Les Breuleux a Muriaux v kantonu Jura a Val-de-Ruz v kantonu Neuchâtel.

## Historie

Letecký pohled (1950)

První písemná zmínka o obci pochází z roku 1390 pod identickým jménem Villeret.
Do roku 1797 patřil Villeret k panství Erguel, které podléhalo basilejskému knížecímu biskupství. Za francouzské nadvlády (1797–1813) byl nejprve součástí départementu Mont-Terrible, poté départementu Haut-Rhin. V roce 1815 obec připadla kantonu Bern. V roce 1951 se Villeret oddělil od farnosti Saint-Imier; reformovaný kostel byl postaven v letech 1936–1937. Až do poloviny 18. století se na březích řeky Suze nacházely kovárny, mlýny, hamry a pily, které přitahovaly další vážené řemeslníky (hřebíkáře, zámečníky, kováře). Od roku 1725 změnil strukturu obce hodinářský průmysl a jeho mecenáši, jako byla rodina Blancpain, působící v tomto odvětví od roku 1735; vznikaly zde továrny, obytné čtvrti a veřejná zařízení. Otevření železniční tratě Biel – Les Convers – La Chaux-de-Fonds v roce 1874 podpořilo rozmach, který vyvrcholil v roce 1910. Krize hodinářství ve 30. a 70. letech 20. století obec těžce zasáhla. Rozhodnutí společností Cartier a Straumann (zubní implantáty a nástroje) o umístění svých závodů v roce 1993, resp. 2000, podpořilo místní průmysl; Cartier však v roce 2003 svou továrnu, navrženou Jeanem Nouvelem, uzavřel. Přírodní rezervace Combe-Grède/Chasseral, založená v roce 1932, je turistickou atrakcí.

## Obyvatelstvo
| Vývoj počtu obyvatel | Vývoj počtu obyvatel | Vývoj počtu obyvatel | Vývoj počtu obyvatel | Vývoj počtu obyvatel | Vývoj počtu obyvatel | Vývoj počtu obyvatel | Vývoj počtu obyvatel | Vývoj počtu obyvatel | Vývoj počtu obyvatel | Vývoj počtu obyvatel | Vývoj počtu obyvatel |
| -------------------- | -------------------- | -------------------- | -------------------- | -------------------- | -------------------- | -------------------- | -------------------- | -------------------- | -------------------- | -------------------- | -------------------- |
| Rok                  | 1850                 | 1900                 | 1910                 | 1930                 | 1950                 | 1960                 | 1970                 | 1980                 | 1990                 | 2000                 |                      |
| Počet obyvatel       | 970                  | 1422                 | 1507                 | 1253                 | 1155                 | 1125                 | 1057                 | 884                  | 986                  | 901                  |                      |

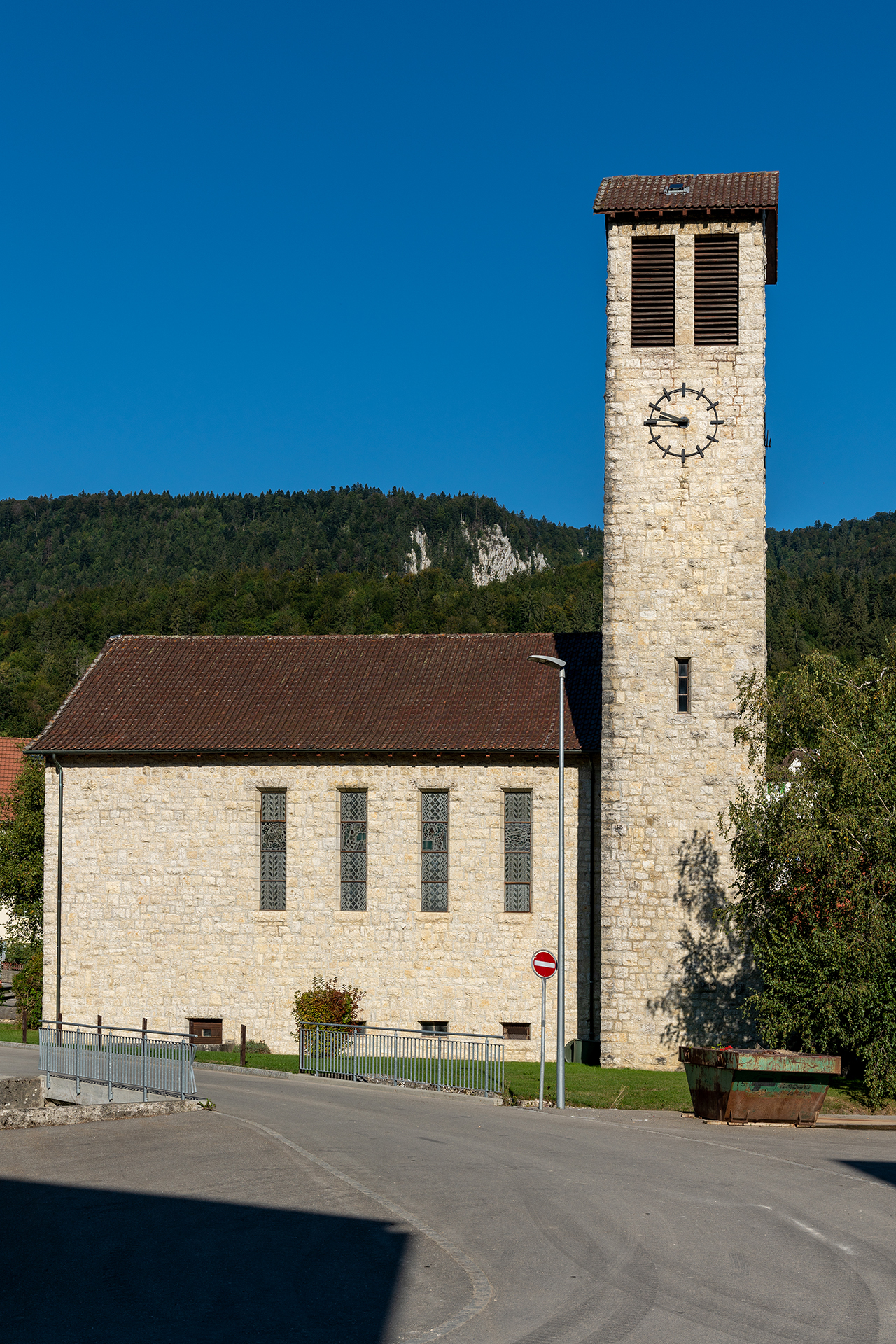
Kostel

83,1 % obyvatel hovoří francouzsky, 11,3 % německy a 2,4 % albánsky (stav v roce 2000). Počet obyvatel Villeretu, který dosáhl svého maxima v roce 1910, klesl do roku 1950 téměř o 25 %. Po přechodném období stagnace následoval další výrazný pokles počtu obyvatel během hospodářské krize v 70. letech 20. století.

## Hospodářství
Až do první poloviny 19. století bylo pro Villeret charakteristické především zemědělství. Již od roku 1725 se však začalo rozvíjet hodinářství v domácké výrobě a malých dílnách. Až do 19. století se lesy využívaly k výrobě dřevěného uhlí. V polovině 19. století nastal rychlý hospodářský vzestup a vznikly hodinářské továrny. Stále zde existují pracovní místa v hodinářském průmyslu (Cartier), ve výrobě přesných nástrojů a v místním obchodě. Důležitou roli stále hraje také zemědělství, v němž převažuje chov dobytka a chov dojnic a v údolí se částečně hospodaří na orné půdě.

## Doprava
Obec má dobré dopravní spojení. Leží na hlavní silnici 30 z Bielu do La Chaux-de-Fonds.
Železniční trať z Bielu do Convers se stanicí ve Villeret byla otevřena 30. dubna 1874.